# Roncalais

Dialectes du basque

Le roncalais (en basque : erronkariera ou erronkariko uskara) était un dialecte du basque parlé dans la vallée pyrénéenne du Roncal, au nord-est de la Navarre. Initialement, le linguiste Louis Lucien Bonaparte l'avait classé comme un sous-dialecte du souletin. 
Ce dialecte s'est éteint avec la disparition de la dernière locutrice, Fidela Bernat, en 1991.